# هدر گراهام
هِدِر گراهام (به انگلیسی: Heather Joan Graham) (زادهٔ ۲۹ ژانویهٔ ۱۹۷۰) بازیگر آمریکایی است. او خواهر ایمی گراهام است.

## بخشی از فیلم‌شناسی
| سال  | عنوان                                         | نقش                      | توضیحات |
| ---- | --------------------------------------------- | ------------------------ | --- |
| ۱۹۸۴ | خانم سافل                                     | Factory Girl             | در عنوان بندی نیامده |
| ۱۹۸۷ | تبادل دانشجو                                  | Dorrie Ryder             | |
| ۱۹۸۸ | گواهی‌نامه رانندگی                             | Mercedes Lane            | |
| ۱۹۸۸ | دوقلوها                                       | Young Mary Ann Benedict  | در عنوان بندی نیامده |
| ۱۹۸۹ | ولگرد دراگ‌استورها                             | Nadine                   | نامزدی—Independent Spirit Award for Best Supporting Female |
| ۱۹۹۰ | تو را تا مرگ دوست دارم                        | Bridget                  | |
| ۱۹۹۱ | اعتراف به گناه                                | Kimberly                 | |
| ۱۹۹۱ | فریاد                                         | Sara Benedict            | نامزدی—Young Artist Award for Best Leading Young Actress in a Feature Film |
| ۱۹۹۲ | توئین پیکس: با من بر آتش برو                  | Annie Blackburn          | |
| ۱۹۹۲ | دیگزتاون                                      | Emily Forrester          | |
| ۱۹۹۳ | تصنیف جو کوچولو                               | Mary Addie               | |
| ۱۹۹۳ | حتی دختران گاوچران هم نغمه‌های بلوز را می‌فهمند | Cowgirl Heather          | |
| ۱۹۹۳ | شش درجه جدایی                                 | Elizabeth                | |
| ۱۹۹۴ | خانم پارکر و محفل شرور                        | Mary Kennedy Taylor      | |
| ۱۹۹۴ | انجامش نده                                    | Suzanna                  | |
| ۱۹۹۶ | هوسران                                        | Lorraine                 | |
| ۱۹۹۶ | فرشتگان سرگرم‌کننده                            | Maggie Bowen             | |
| ۱۹۹۷ | هیچ‌کجا                                        | Lilith                   | |
| ۱۹۹۷ | دو دختر و یک مرد                              | Carla Bennett            | |
| ۱۹۹۷ | شب‌های عیاشی                                   | Brandi "Rollergirl"      | MTV Movie Award for Best Breakthrough Performance Florida Film Critics Circle Award for Best Cast نامزدی—Screen Actors Guild Award for Outstanding Performance by a Cast in a Motion Picture |
| ۱۹۹۷ | ببوس و بگو                                    | Susan Pretsel            | |
| ۱۹۹۷ | جیغ ۲                                         | 'Stab' Casey Becker      | Cameo |
| ۱۹۹۸ | گم‌شده در فضا                                  | Dr. Judy Robinson        | |
| ۱۹۹۹ | آستین پاورز: جاسوسی که مرا تکان داد           | Felicity Shagwell        | Blockbuster Entertainment Award Favorite Actress - Comedy نامزدی—Saturn Award for Best Actress نامزدی—جایزه برگزیده کودکان نیکلودین (مشترکاً به همراه مایک مایرز)                             |
| ۱۹۹۹ | بوفینگر                                       | Daisy                    | |
| ۲۰۰۰ | متعهد                                         | Joline                   | |
| ۲۰۰۱ | بگو اینطور نیست                               | Josephine Wingfield      | |
| ۲۰۰۱ | پیاده‌روهای نیویورک                            | Annie                    | |
| ۲۰۰۱ | از جهنم                                       | Mary Jane Kelly          | |
| ۲۰۰۲ | مرا به آرامی بکش                              | Alice Tallis             | |
| ۲۰۰۲ | گورو                                          | Sharonna                 | |
| ۲۰۰۳ | مدیریت خشم                                    | Kendra                   | Uncredited cameo |
| ۲۰۰۳ | امید می‌روید                                   | Mandy                    | |
| ۲۰۰۴ | نظر کرده                                      | Samantha Howard          | |
| ۲۰۰۵ | ماری                                          | Elizabeth Younger        | |
| ۲۰۰۵ | کیک                                           | Pippa McGee              | Also executive producer |
| ۲۰۰۶ | اوه در اوهایو                                 | Justine                  | |
| ۲۰۰۶ | بابی                                          | Angela                   | |
| ۲۰۰۶ | مسائل خاکستری                                 | Gray Baldwin             | |
| ۲۰۰۶ | شکسته                                         | Hope                     | |
| ۲۰۰۷ | سرگردان در منهتن                              | Rose Phipps              | |
| ۲۰۰۸ | مثلث عشق بیگانه                               | Elizabeth                | |
| ۲۰۰۸ | بانوی باردار                                  | Georgina Salt            | |
| ۲۰۰۸ | کودک حمل می‌شود                                | Angela Marks             | |
| ۲۰۰۹ | کشنده                                         | Alex                     | |
| ۲۰۰۹ | خماری                                         | Jade                     | |
| ۲۰۰۹ | بوگی ووگی                                     | Beth Freemantle          | |
| ۲۰۱۰ | پدر اختراع                                    | Phoebe                   | |
| ۲۰۱۱ | ماشین پرنده                                   | Georgie                  | |
| ۲۰۱۱ | پسر صبح                                       | Josephine Tuttle         | |
| ۲۰۱۱ | ۵ روز جنگ                                     | Miriam Eisner            | |
| ۲۰۱۱ | جودی مودی و تابستان نه چندان ناخوشایند        | Aunt Opal Moody          | |
| ۲۰۱۲ | درباره چری                                    | Margaret                 | |
| ۲۰۱۲ | به هر قیمتی                                   | Meredith Crown           | |
| ۲۰۱۳ | خماری: قسمت سوم                               | Jade                     | |
| ۲۰۱۳ | اجبار                                         | Amy                      | |
| ۲۰۱۳ | شاخ‌ها                                         | The Waitress             | |
| ۲۰۱۴ | خداحافظی با همه آن چیزها                      | Stephanie                | |
| ۲۰۱۴ | رفتار بد                                      | Annette Stratton-Osborne | |
| ۲۰۱۶ | نورم از شمال                                  | Vera                     | صدا |
| ۲۰۱۶ | دوست‌پسر مرده من                               | Mary McCrawley           | |
| ۲۰۱۷ | تالاب‌ها                                       | Savannah                 | |
| ۲۰۱۷ | آخرین خشم                                     | Dorothy Tison            | |
| ۲۰۱۸ | نیمه جادو                                     | Honey                    | همچنین کارگردان |
| ۲۰۱۹ | بقیه ما                                       | Cami                     | |
| ۲۰۲۰ | بزهکاران                                      | Angel de la Paz          | |
| ۲۰۲۰ | عشق تضمینی                                    | Tamara Taylor            | |
| ۲۰۲۰ | واندر                                         | Shelly Luscomb           | |
| ۲۰۲۱ | آخرین پسر                                     | Anna                     | |
| ۲۰۲۳ | سوار بر بال و دعا                             | Terri White              | |
| ۲۰۲۳ | گوشت مناسب                                    | Elizabeth Derby          | |
| ۲۰۲۳ | پیشگو                                         | Kate Simmons             | |
| ۲۰۲۳ | زوئی دیگر                                     | Paula                    | |
| ۲۰۲۳ | بهترین کریسمس. همیشه!                         | Charlotte Sanders        | |
| ۲۰۲۴ | خانواده برگزیده                               | Ann                      | همچنین کارگردان |
| ۲۰۲۴ | جای استخوان‌ها                                 | Pandora                  | |